# Núi Thị Vải
Núi Thị Vải là một ngọn núi tại tỉnh Bà Rịa – Vũng Tàu, diện tích 13 km2, độ cao 467 m so với mực nước biển. Núi thuộc cụm núi Dinh, nằm về phía tây núi Dinh. Rừng trên núi được xếp loại quản lý là rừng phòng hộ, có nhiều loài đặc hữu. Núi có nhiều chùa, thường tổ chức sinh hoạt tôn giáo của đạo Phật hằng năm. Đây cũng là địa điểm thường diễn ra hoạt động "tam bộ nhất bái" (bước ba bước quỳ lạy một lạy) của các tín đồ Phật giáo, có sự kiện thu hút hàng trăm tín đồ tham gia.

## Vị trí
Từ Thành phố Hồ Chí Minh theo Quốc lộ 51 hướng ra Bà Rịa, đến phường Phú Mỹ rẽ trái 3 km là đến núi. Núi nằm về phía đông nội ô thị xã Phú Mỹ. Trước khi có thay đổi hành chính giải thể huyện Tân Thành thì núi có mốc ranh giới giao nhau của ba đơn vị hành chính cấp xã là xã Tóc Tiên, xã Tân Phước và thị trấn Phú Mỹ của huyện Tân Thành, hiện nay các đơn vị hành chính này thuộc địa phận thị xã Phú Mỹ.

## Tên gọi
Sách Gia Định thành thông chí của Trịnh Hoài Đức và Đại Nam nhất thống chí đều ghi tên núi Thị Vải hay còn gọi núi Nữ Tăng. Tên núi đầy đủ ban đầu là Bà Thị Vải, về sau dân gian gọi ngắn gọn đi thành Thị Vải.
Theo Gia Định thành thông chí, tên núi xuất phát từ chuyện kể một người con gái nhà giàu có họ Lê (có thể tên Lê Thị Vải) do ba mẹ đã mất và người chồng cũng qua đời nên đã xuống tóc, lập một ngôi chùa trên núi để tu hành.
Theo Đại Nam nhất thống chí, ông Trịnh là người ở của bà Vải, một phụ nữ giàu có và nhiều đời trồng vải . Hai người họ có tình ý nhưng không đến được với nhau, có thể do không 'môn đăng hộ đối'. Một thời gian sau dân trong vùng phát hiện xác hai người chết ở hai nơi mà không rõ nguyên nhân. Từ hai nơi đó mọc lên hai ngọn núi cạnh nhau, nên dân trong vùng đặt tên hai ngọn núi theo tên của họ, núi Ông Trịnh và núi Thị Vải.

## Tự nhiên

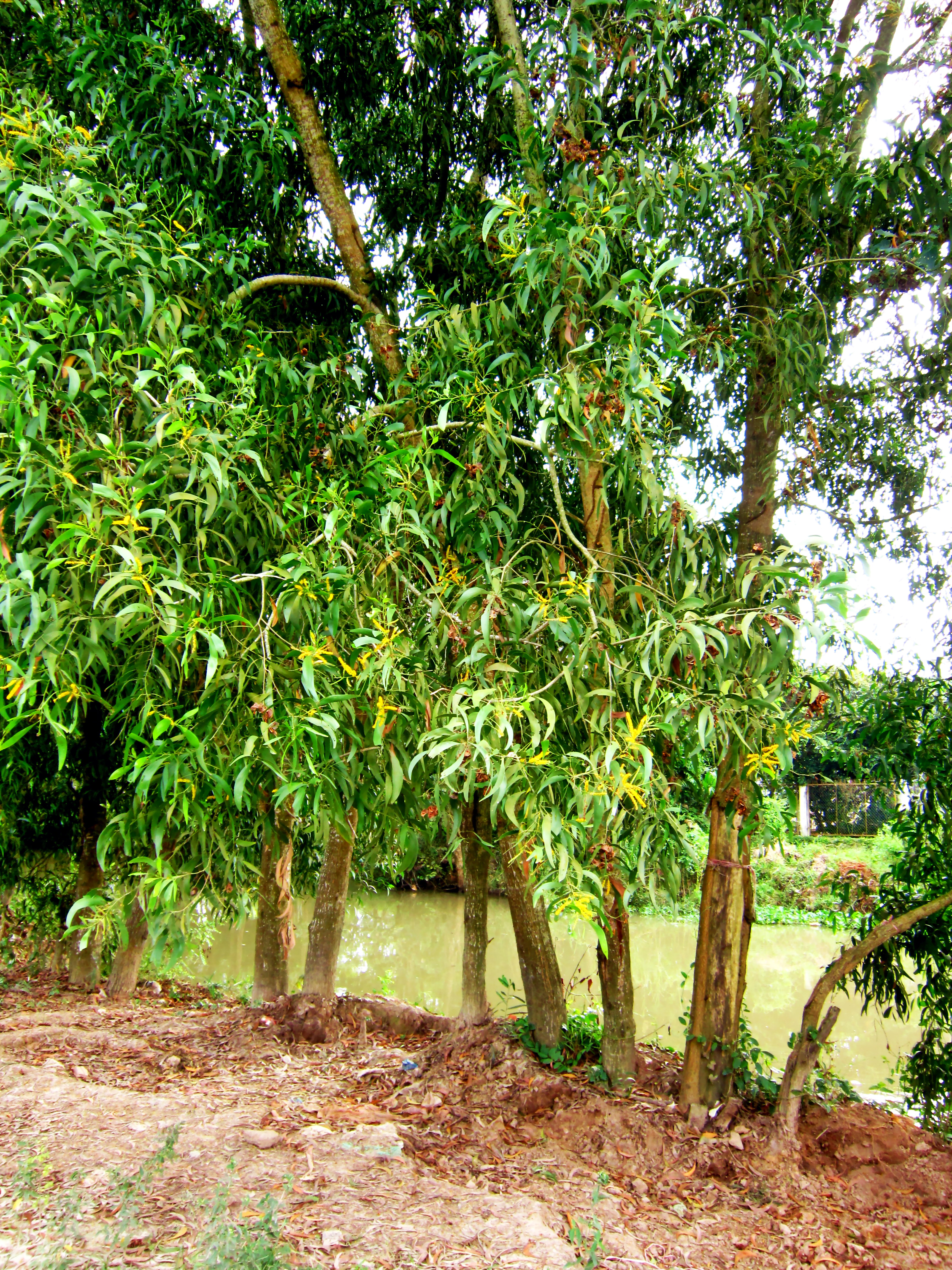
Tràm bông vàng.

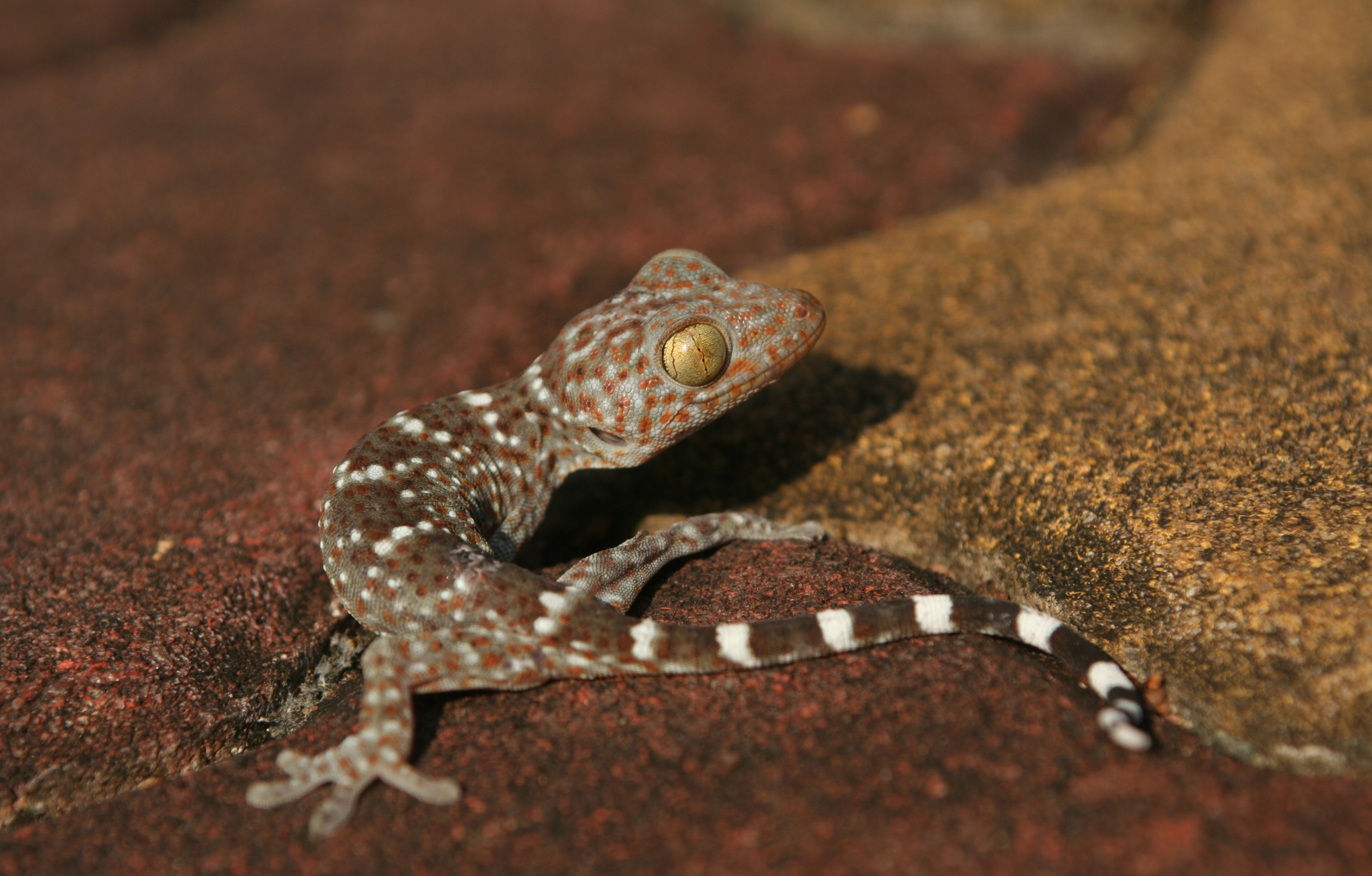
Tắc kè (Gekko gecko), loài hiện đang nằm trong Sách đỏ Việt Nam.

Diện tích núi khoảng 13 km2 là một phần của cụm núi Dinh. Núi là một khối đá granit với địa hình bằng phẳng vây xung quanh của đồng bằng phù sa cổ.

### Thực vật
Phân loại rừng của núi là rừng phòng hộ. Rừng có các cây thân gỗ: tràm bông vàng (Acacia auriculiformis), muồng (Cassia), gỗ đỏ,...

### Động vật
Động vật có 43 loài lưỡng cư và bò sát, gồm 15 loài ếch nhái, 15 loài thằn lằn và 13 loài rắn. Trong đó, nhiều loài là động vật đặc hữu và trong tình trạng nguy cấp.
Các loài ếch nhái gồm có: Họ cóc: Cóc nhà; Họ nhái bầu: Ễnh ương, Nhái bầu bút lơ, Nhái bầu hây-môn, Nhái bầu mukhlesur (Microhyla mukhlesuri), Nhái bầu chân đỏ; Họ ếch lưỡi chẻ: Ngóe, Ếch đồng, Ếch gáy dô, Cóc nước sần, Cóc nước Marten; Họ ếch nhái thực: Ếch bên, Ếch suối núi (Sylvirana montosa); Họ ếch cây: Nhái cây nong-kho, Ếch cây mép trắng.
Các loài thằn lằn gồm có: Họ nhông: Nhông xanh; Họ tắc kè: Thằn lằn ngón Cát Tiên, Thạch sùng lá đen (Dixonius cf. melanostictus), Thạch sùng cụt, Tắc kè, Thạch sùng đuôi sần, Thạch sùng đuôi dẹp; Họ thằn lằn bóng: Thằn lằn bóng đuôi dài, Thằn lằn bóng đốm, Thằn lằn bóng hoa, Thằn lằn chân ngắn an-gen, Thằn lằn chân ngắn xiêm (Lygosoma siamensis), Thằn lằn chân ngắn việt nam (Subdoluseps vietnamensis), Thằn lằn phê nô an nam (Sphenomorphus annamiticus), Thằn lằn phê nô đốm.
Các loài rắn gồm có: Họ rắn nước: Rắn sọc vàng, Rắn leo cây, Rắn nước đốm vàng (Fowlea flavipunctatus), Rắn dẻ (Lycodon davisonii), Rắn khuyết lào, Rắn khiếm vân đen, Rắn hoa cổ đỏ xiêm (Rhabdophis siamensis), Rắn hổ đất nâu; Họ rắn hổ: Rắn cạp nia nam, Rắn lá khô đốm nhỏ, Rắn choàm quạp (Calloselasma rhodostoma), Rắn lục mép trắng (Trimeresurus albolabris), Rắn lục mắt hồng ngọc.
Các loài đặc hữu đáng chú ý gồm có thằn lằn ngón Cát Tiên, thằn lằn chân ngắn việt nam (Subdoluseps vietnamensis), ếch suối núi (Sylvirana montosa). Tắc kè (Gekko gecko) nằm trong Sách đỏ Việt Nam.

## Lịch sử
Tại núi có một ngôi chùa đã hơn 300 năm tuổi. Khoảng cuối thế kỷ 18, Nguyễn Phúc Ánh từng thoát nạn truy lùng của quân Tây Sơn khi trốn ở đây. Khi ông lên ngôi vua đã sắc phong chùa núi Thị Vải (chùa Linh Sơn Bửu Thiền Tự) nơi ông từng trốn là "Sắc Tứ Linh Sơn Bửu Thiền Tự".
Tướng Lê Văn Khôi, con nuôi Lê Văn Duyệt từng có thời gian bị quân Tây Sơn đánh bại, dẫn quân chạy về đây, họ ăn nhờ ở đậu các chùa trên núi.
Về phía tây bắc, bên ngoài khối núi Thị Vải là một ngôi chùa rất lớn, tên Đại Tòng Lâm hay Đại Tùng Lâm, được xem là thánh địa Phật giáo của vùng đất Bà Rịa – Vũng Tàu. Chùa lập nên vào năm 1964 bởi Tổ Thiện Hòa với diện tích ban đầu 100 ha.
Suốt thời kỳ chống quân Pháp và quân Mỹ, từ 1945 đến 1975, vùng núi là một cứ địa của quân Giải phóng. Tại đây đã xảy ra nhiều cuộc giao tranh. Đây cũng là cứ địa quan trọng của cuộc Tấn công Tết Mậu Thân năm 1968. Sau sự kiện, từ năm 1969, Thị ủy Vũng Tàu của Mặt trận Giải phóng miền Nam dời về núi Thị Vải và đóng ở đây một thời gian.
Núi Thị Vải hiện diễn ra các vấn đề đe dọa bởi hoạt động khai thác đá, bao gồm khai thác trái phép. Vào năm 2021 xảy ra nhiều vụ khai thác rừng trái phép với diện tích lớn. Chính quyền địa phương đã đưa 5 người phá rừng, kiểm lâm và nhân viên bảo vệ rừng ra xét xử vào năm 2022, với các mức án 6 đến 5 năm tù và phạt 3 người khác các khoản tiền phạt 560 triệu VND.
Các hoạt động xây dựng trái phép đều bị chính quyền địa phương xử lý, buộc tháo dỡ. Năm 2020, một người đàn ông thuê người san đất đá, kè đá ngăn suối, tạo hồ chứa nước trên phần đất rừng phòng hộ đã mua. Người đàn ông này đã bị truy tố vào năm 2022 về tội hủy hoại rừng. Năm 2023, một người đàn ông khác cho xây dựng một con đường đá dài 235m nhưng bị chính quyền địa phương cưỡng chế tháo dỡ.

## Kinh tế
Một số vị trí của núi hiện đang được khai thác, có hai công ty là Công ty TNHH khai thác sản xuất vật liệu xây dựng Thuận Lập và Công ty Cổ phần Phú Đức Chính đang khai thác đá với tổng công suất 1,1 triệu m3 đá/năm. Công ty TNHH khai thác sản xuất vật liệu xây dựng Thuận Lập được cấp phép khai thác đến năm 2039 trên diện tích 50 ha và trữ lượng được cấp phép là 17 triệu m3 đá. Công ty Cổ phần Phú Đức Chính được cấp phép khai thác đến năm 2036 trên diện tích 34,88 ha và trữ lượng được cấp phép là 9.075.327 m3 đá. Nhiều nơi trong vùng giữa sông Thị Vải và núi dân cư sống bằng nghề khai thác đá.
Khu vực núi Thị Vải có loại tài nguyên quý là đá granit trắng và granit hồng, có tiềm năng xuất khẩu.

## Tôn giáo

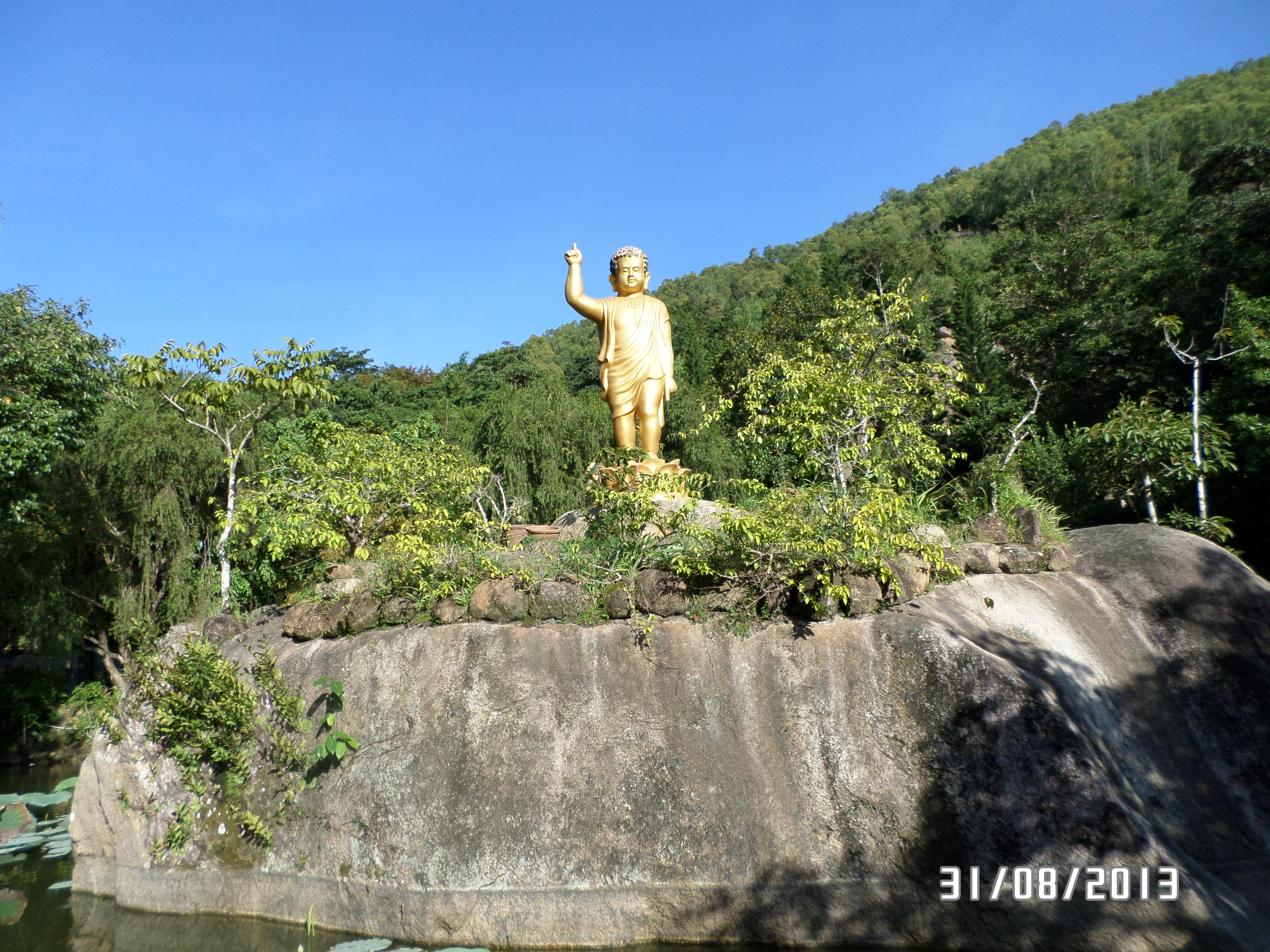
Tượng Phật trên núi

Núi có ba ngôi chùa chính là chùa Linh Sơn Liên Trì (chùa Hạ), chùa Linh Sơn Hồng Phúc (chùa Trung), chùa Linh Sơn Bửu Thiền (chùa Thượng). Từ chân núi đến chùa Thượng trên đỉnh núi là 1.340 bậc thang, nơi đây là địa điểm thường diễn ra hoạt động "tam bộ nhất bái" (bước ba bước quỳ lạy một lạy) của các tín đồ Phật giáo. Có sự kiện thu hút hàng trăm tín đồ tham gia. Theo Giáo hội Phật giáo, "tam bộ nhất bái" thể hiện lòng tin sâu sắc vào Tam Bảo (Phật, Pháp và Tăng) tôi luyện lòng kham nhẫn, chịu đựng đau khổ và tỏ quyết tâm theo đuổi một hạnh nguyện. Còn nhiều người tham gia vì muốn cầu phúc, cầu bình an cho gia đình, người thân.

### Sách
- Đảng Cộng sản Việt Nam (1988). Long Thành những chặng đường lịch sử. Nhà xuất bản Đồng Nai. OCLC 1019901205.
- Đảng Cộng sản Việt Nam (2004). Lịch sử đấu tranh cách mạng của đảng bộ và nhân dân huyện Châu Đức, 1930-2000. Nhà xuất bản Chính trị quốc gia. OCLC 61030116.
- Nguyễn Hữu Hiếu (2004). Tìm hiểu nguồn gốc địa danh Nam Bộ qua chuyện tích và giả thuyết. Nhà xuất bản Khoa học xã hội. OCLC 61454720.
- Nguyễn Văn Linh (2001). Tổng kết công tác binh vận tỉnh Bà Rịa--Vũng Tàu trong kháng chiến chống Mỹ, 1954-1975. Nhà xuất bản Chính trị quốc gia. OCLC 58450509.
- Phạm Công Yên (2003). Lịch sử, truyền thống 30 năm thông tin vô tuyến điện Nam Bộ, 1945-1975. Nhà xuất bản Bưu điện. OCLC 65430950.
- Phương Lan (1984). Anh thư nước Việt: từ lập quốc đến hiện đại. Nhà xuất bản Đại Nam. OCLC 15326422.
- QUÂN KHU 7 (1991). Lịch sử quân giới Nam bộ. Nhà xuất bản Quân đội nhân dân. OCLC 29316173.{{Chú thích sách}}:  Quản lý CS1: tên số: danh sách tác giả (liên kết)
- Thích Nhật Từ (2020). Phật giáo các tỉnh và thành phố tại vùng Nam Bộ. Tủ sách Đạo Phật Ngày Nay. ISBN 9786043184785.
- Trần Hữu Quảng (1963). Địa-lý lớp đệ nhị-đệ thất: Lớp 4. Địa-ĺý nươc Việt-Nam : hình-thể, nhân-ván, kinh-tế. Nhà xuất bản Nguyễn Du. OCLC 63836645.